# Krummbach (Glems)
Der Krummbach ist ein knapp 4 km langer Bach im mittleren Baden-Württemberg größtenteils in der Waldgemarkung der Stadt Gerlingen im Landkreis Ludwigsburg, der zuletzt am Ostrand der Stadtgemarkung von Leonberg im Landkreis Böblingen von rechts und Nordosten in die obere Glems mündet.

## Geographie

### Verlauf
Der Krummbach entsteht im Glemswald weniger als 0,4 km südöstlich des Waldfriedhofes von Gerlingen. Dort beginnt auf etwa 485 m ü. NHN im Winkel des ersten rechten Waldwegabzweigs von der am Waldfriedhof vorbeiführenden Bruderhausallee ein westwärts laufender Klingenriss im Waldgebiet Bannwald, in welchem ein zunächst nur periodisch wasserführendes Bächlein mäandriert. Etwa 0,8 km unterhalb des Ursprungs mündet von rechts und Norden her gegenüber einem Teich ein kürzerer Seitenbach aus der Kreuzklinge zu, begleitet von der Fahrstraße von Gerlingen nach Mahdental, die dem nun süd- bis südwestwärts laufenden Bach zunächst auf der rechten Seite folgt.
Auf den nächsten 0,8 km im Waldtal passiert der Krummbach zwei weitere Teiche am Lauf, in denen Amphibien ablaichen, weshalb Naturfreunde jährlich eine große Krötenwanderung im Tal beobachten können. An einem 50 Meter langen Schwimmbecken rechts am Lauf öffnet sich die Talaue zu einer schmalen Lichtung, in der auf derselben Seite ein Naturfreundehaus steht, an dessen Parkplatz das längste Seitenbachtal aus dem Nordwesten zumündet, dicht gefolgt von Tennisplätzen und einer zugehörigen Sporthalle auf dem Talgrund.
Danach bedeckt wieder Wald die Talaue. Im folgenden Unterlaufabschnitt passiert der Bach einige aufgelassene Sandsteinbrüche zunächst nur rechtsseits, die Böschung gegen die nun linksseits laufende Talstraße ist teilweise befestigt. Etwa 0,6 km vor seiner Mündung kehrt sich der Krummbach abrupt wieder nach Westen, unterquert die am Glemstalrand laufende L 1187, in welche die Krummbachtalstraße einmündet und an der Tal und Bewaldung enden. Schließlich mündet der Bach zwischen den Leonberger Wohnplätzen Mahdental flussauf- und Glemseck flussabwärts an der Verkehrsübungsanlage des ADAC von rechts und zuletzt Osten auf 383,3 m ü. NHN von rechts in die hier etwa westnordwestwärts fließende obere Glems. Etwa 40 m oberhalb mündet auf der anderen Seite des Flusses der aus dem Südsüdwesten kommende Hedersbach in die Glems.
Der Krummbach mündet nach 3,8 km langem Lauf mit mittlerem Sohlgefälle von etwa 27 ‰ rund 102 Höhenmeter unterhalb seines Ursprungs.

### Einzugsgebiet
Der Krummbach hat ein 4,4 km² großes Einzugsgebiet südwestlich des Schlosses Solitude, das naturräumlich gesehen mit seinen Anteilen um den Oberlauf zum Unterraum Innerer Glemswald, mit seinen nördlichen und westlichen Rändern und dem Gebiet um den Unterlauf zum Unterraum Glemswald-Randhöhen des Naturraumes Schönbuch und Glemswald gehört. Seine mit etwa 505 m ü. NHN größte Höhe erreicht es am Nordosteck zwischen dem Waldfriedhof und der Klinik Schillerhöhe von Gerlingen, außerhalb der Talverläufe liegt es meist über 450 m ü. NHN. Es ist außer am Nordrand, wo Ost nach West das Schloss Solitude, die genannten Klinik, ein Forschungszentrum der Firma Bosch und die Waldsiedlung des Stadtteils Schillerhöhe dicht an der nördlichen Wasserscheide stehen, fast völlig unbesiedelt und bewaldet; neben diesen gibt es darin allein noch das Naturfreundehaus Krummbachtal und die Einrichtungen des Tennisclub Gerlingens am Mittellauf.
Reihum grenzen die Einzugsgebiet der folgenden Nachbargewässer an:
- Im Norden fällt das Gelände jenseits der Wasserscheide schnell zum zentralen Gerlingen ab, das von den beiden Oberläufen des Aischbachs über den Beutenbach und den Lindenbach weit abwärts in Ditzingen zur Glems entwässert wird;
- im Osten fließt nahe der Bernhardsbach südwärts zur obersten Glems, die er über zwei der Stuttgarter Parkseen erreicht;
- weiter bis zur Krummbachmündung fließen im Südosten nur kurze Bäche von rechts zur Glems;
- das Gebiet hinter der westlichen Wasserscheide entwässert abwärts der Mündung über meist eher unscheinbare und unbeständige Bäche zur Glems, alleine der nahe der nordöstliche Ecke des Einzugsgebiets bei Leonberg-Ramtel entspringende und als letzter von ihnen bei Leonberg-Eltingen mündende Mühlgraben ist darunter von gewisser Bedeutung.

Fast das gesamte Einzugsgebiet gehört zur Stadt Gerlingen im Landkreis Ludwigsburg, nur ein schmaler, teils waldfreier Streifen im Südwesten um deren Wohnplatz Rappenhof und an der Mündung sowie ein kleiner Gebietszwickel am Waldhügel Studentenbäumle ganz im Nordwesten gehören zur Stadt Leonberg im Landkreis Böblingen.

### Zuflüsse und Seen
Hierarchische Liste der Zuflüsse und  Seen, jeweils von der Quelle zur Mündung. Gewässerlänge, Seefläche, Einzugsgebiet und Höhe nach den entsprechenden Layern auf der Onlinekarte der LUBW. Andere Quellen für die Angaben sind vermerkt.
Ursprung des Krummbachs auf etwa 485 m ü. NHN weniger als 0,4 km südöstlich des Gerlinger Waldfriedhofs am ersten rechten Abzweig vom Gerlinger Weg, der vom Waldfriedhof südwärts in Richtung des ehemaligen Bruderhauses im oberen Glemstal führt.
- (Bach aus der Kreuzklinge), von rechts und Nordnordosten auf etwa 445 m ü. NHN am Taleintritt der Straße Krummbachtal ca. 0,2 km südöstlich der Parkplätze am Südrand des Forschungszentrums der Firma Bosch, ca. 0,5 km[LUBW 8] und ca. 0,5 km². Entsteht auf etwa 471 m ü. NHN nahe der Auffahrtschleife zur L 1180 am Nordosteck des Forschungszentrums.
- Passiert einen Teich am linken Ufer gegenüber der Mündung des vorigen, unter 0,1 ha.[LUBW 9]
- (Waldbach), von links und Osten auf etwa 434 m ü. NHN, ca. 0,2 km und ca. 0,3 km². Entsteht auf etwa 456 m ü. NHN wenig nördlich des Gerlinger Kopfes.
- Passiert auf etwa 423 m ü. NHN einen See links von Lauf und Talstraße, ca. 0,1 ha.[LUBW 9] Ehemaliger Sandwaschteich des Steinbruchs unmittelbar im Osten.
- (Waldbach), von rechts und Nordwesten auf etwa 414 m ü. NHN am Naturfreundehaus, ca. 0,3 km[LUBW 8] und ca. 0,6 km². Entsteht auf etwa 425 m ü. NHN.
- Krummbach (?[LUBW 10]; Waldbach aus Richtung des Forchenwalds), von rechts und Nordwesten auf etwa 414 m ü. NHN kurz nach dem vorigen, ca. 1,1 km[LUBW 8] und ca. 1,0 km². Entsteht auf etwa 454 m ü. NHN im Forchenwald ca. 0,3 km südsüdwestlich des Siedlungsrandes der Gerlinger Waldsiedlung.
- (Waldbach aus dem Birkenhau), von rechts und Westen auf etwa 412 m ü. NHN nahe dem Tennisplatz, ca. 0,4 km und etwas unter 0,1 km². Entsteht auf etwa 425 m ü. NHN im Birkenhau.
- (Waldbach aus Richtung Rappenhof), von rechts und Westnordwesten auf etwa 407 m ü. NHN etwa 0,3 km nach der Tennishalle, ca. 0,5 km und ca. 0,3 km². Entsteht auf etwa 431 m ü. NHN ca. 0,5 km ostsüdöstlich von Leonberg-Rappenhof im Birkenhau. Unbeständig.
  -  Durchfließt auf etwas über 420 m ü. NHN einen kleinen, langgestreckten Waldweiher am Mittellauf, etwa unter 0,1 ha.

Mündung des Krummbachs von rechts und zuallerletzt Osten auf 383,3 m ü. NHN zwischen Leonberg-Mahdental und -Glemseck an der Verkehrsübungsanlage des ADAC in die obere Glems. Der Krummbach ist 3,8 km lang und hat ein 4,4 km² großes Einzugsgebiet.

## Geologie
Die dominierende geologische Schicht im Einzugsgebiet ist der Stubensandstein (Löwenstein-Formation) des Mittleren Keupers. Der dort noch westwärts ziehende Krummbach-Talgrund ist schon am obersten Lauf bald bis zu den Oberen Bunten Mergeln (Mainhardt-Formation) darunter eingeteuft. Auf inzwischen Südwestkurs quert der Bach dann etwa 300 Meter vor dem Naturfreundehaus einen schmalen tektonischen Graben, in dessen Bereich wieder Stubensandstein an den Talflanken ansteht. An dessen anderer Seite entlang quert eine weitreichende von Westnordwest nach Ostsüdost ziehende Störung Tal und Einzugsgebiet, nach der im Talgrund nunmehr teilweise der viel tiefere Gipskeuper (Grabfeld-Formation) ansteht, während flächenhaft rechts auf der Höhe der Schilfsandstein (Stuttgart-Formation) liegt und oberhalb einer schnellen Schichtfolge am linken Talrand von Gipskeuper bzw. Schilfsandstein bis hinauf zu den Oberen Bunten Mergeln weiterhin der Stubensandstein ansteht.
Der Schilfsandstein nach der Störung rechts ist großflächig mit Lösssediment aus quartärer Ablagerung überdeckt. Das den Lauf begleitende Band aus natürlichen Auenlehmen setzt etwa am Richtungsknick des Oberlaufs ein. Es ist im Bereich des querenden Grabens und dann länger am Unterlauf durch im Zuge von Gesteinsabbau umgelagertes Material unterbrochen. Östlich des ehemaligen Steinbruchs im Bereich des tektonischen Grabens, der auf den Stubensandstein ging, wurde von 1961 bis 1972 aus Müll und deckenden Erdschichten der 502 m ü. NHN hohe Gerlinger Kopf aufgeschüttet. Auch am Unterlauf sind die ursprünglichen Landschaftsformen und Schichtungsverhältnisse durch inzwischen aufgelassene Steinbrüche im Schilfsandstein, deren Halden und Auffüllungen völlig verändert; eine früher dort nicht vorhandene, durch Deponieren von Erdaushub entstandene Waldkuppe erreicht nunmehr 478,4 m ü. NHN, mehrere Dutzend Meter über der einstigen Geländehöhe.
Geotope sind ein ehemaliger Stubensandsteinbruch etwas linksseits des Baches zwischen Gerlinger Kopf und dem Naturfreundehaus sowie ein Böschungsaufschluss in den Bunten Mergeln und eine Abbauwand im Schilfsandstein (Flutfazies) im Bereich der ehemaligen Steinbrüche am Talsporn zwischen Glems- und Krummbach-tal nach dessen Wendung nach Westen.

## Natur und Schutzgebiete
Der Krummbach hat auf seinem ersten nach Westen laufenden Abschnitt einen geschlungenen Verlauf mit anfangs einem schlammigen Bachbett und nur zeitweiligem Durchfluss, später liegen Sand, Kies und Blöcke im bis zu zwei Meter breiten, Gumpen zeigenden Bett. Nach seinem ersten Laufknie am Zufluss des Baches aus der Kreuzklinge ist das Bett bis sechs Meter breit, weiterhin naturnahe Aue 10 bis 30 Meter, der Bach hat zuweilen kleine Nebenläufe, am Ufer stehen meist Erlen.
Nach der Lichtung auf dem Talgrund mit dem Naturfreundehaus und den Tennisplätzen ist das Tal wieder ganz bewaldet, neben dem wieder mäandrierenden, bis anderthalb Meter breiten und sich teils aufteilenden Bach stehen in der Aue vor allem Erlen. Auf Höhe der ehemaligen Steinbrüche im Untertal wird das nun steinige Bett bis zu drei Meter breit, gegen die nun linksseits begleitende Fahrstraße ist der Bach teilweise verbaut.
Nach seinem zweiten Knie fließt der Krummbach westwärts und wechselt bald unter der L 1187 am Flusstalrand hindurch ins offene Glemstal über, wo ihn bis zur Mündung eine Gehölzgalerie mit dominanter Baumart Schwarzerle begleitet.
Vier Teilflächen des Einzugsgebietes stehen als Naturdenkmale unter Schutz,
- die Talaue vom Zufluss des Bachs aus der Kreuzklinge bis zum Teich am ehemaligen Stubensandsteinbruch,
- dessen offenes Gelände mit kleinen Tümpeln und ein weiteres kurzes Auenstück
- das längste, am Naturfreundehaus zulaufende Seitental sowie
- ein Bruchwaldstück etwas nach der Mittellauflichtung im Tal.

Rechts über dem Unterlauf ragt ein Teil des Schonwaldes Steine(n)first ins Einzugsgebiet. Dieses gehört, ausgenommen nur die Gerlinger Siedlungsplätze am Nordrand und der Waldfriedhof mit Umgebung, die Lichtung am Mittellauf sowie die vier genannten Naturdenkmalflächen, weit überwiegend zum Landschaftsschutzgebiet Glemswald.

## Talnutzung
Nachdem der Abbau in den Steinbrüchen und die Deponien eingestellt sind, dienen das Tal und seine Umgebung heute vor allem der Freizeit und dem Naturgenuss im Nahbereich des Ballungsraums um Stuttgart. Außer dem Naturfreundehaus und den Tenniseinrichtungen werden auch Waldwanderwege frequentiert, an deren Rand man etwa den seltenen Gelben Fingerhut antreffen kann. In der Nähe des Naturfreundehauses fanden zu Beginn der 1990er Jahre mehrfach Open-Air-Konzerte statt. Weil die Straße im Tal nicht für den Schwerlastverkehr taugt, ist es dort relativ ruhig.

### LUBW
Amtliche Online-Gewässerkarte mit passendem Ausschnitt und den hier benutzten Layern: Lauf und Einzugsgebiet des Krummbachs

Allgemeiner Einstieg ohne Voreinstellungen und Layer: Daten- und Kartendienst der Landesanstalt für Umwelt Baden-Württemberg (LUBW) (Hinweise)
1. 1 2 3  Höhe nach dem Höhenlinienbild auf dem Hintergrundlayer Topographische Karte.
2. 1 2 3 4  Höhe nach grauer Beschriftung auf dem Hintergrundlayer Topographische Karte.
3. 1 2  Länge nach dem Layer Gewässernetz (AWGN).
4. 1 2  Einzugsgebiet nach dem Layer Basiseinzugsgebiet (AWGN).
5. ↑  Länge abgemessen auf dem Hintergrundlayer Topographische Karte.
6. ↑  Seefläche nach dem Layer Stehende Gewässer.
7. ↑  Einzugsgebiet abgemessen auf dem Hintergrundlayer Topographische Karte.
8. 1 2 3  Das der Bach auf den topographischen Karten nicht eingezeichnet ist, wurde seine Länge durch Abmessen des Begleitbiotops ermittelt, wie dargestellt auf dem Layer Biotop.
9. 1 2  Seefläche abgemessen auf dem Hintergrundlayer Topographische Karte.
10. ↑  Der Layer Liegenschaft und Gewässer beschriftet Waldgewanne längs des zwischen Naturfreundehaus und den Tennisplätzen von rechts zulaufenden Bachtals aus Richtung des Forchenwaldes mit Krummbachtal bzw. Krummbach. Dieser Seitenbach heißt also wohl ebenfalls Krummbach.
11. ↑  Geotope nach dem einschlägigen Layer.
12. ↑  Schutzgebiete nach den einschlägigen Layern, Natur teilweise nach dem Layer Biotop.

### Andere Belege
1. ↑  Friedrich Huttenlocher, Hansjörg Dongus: Geographische Landesaufnahme: Die naturräumlichen Einheiten auf Blatt 170 Stuttgart. Bundesanstalt für Landeskunde, Bad Godesberg 1949, überarbeitet 1967. → Online-Karte (PDF; 4,0 MB)
2. ↑  Entstehung des Gerlinger Kopfes nach: Klaus Wagner, Vom Waldschütz und dem Dichterfürst, Artikel in der Stuttgarter Zeitung vom 23. August 2019
3. ↑  Geologie nach den Layern zu Geologische Karte 1:50.000 auf: Mapserver des Landesamtes für Geologie, Rohstoffe und Bergbau (LGRB) (Hinweise). Ein ähnliches Bild bietet die unter → Literatur aufgeführte geologische Karte.